# رقص در بلو ایگوانا
رقص در بلو ایگوانا (به انگلیسی: Dancing at the Blue Iguana) فیلمی محصول سال ۲۰۰۰ و به کارگردانی مایکل ردفورد است. در این فیلم بازیگرانی همچون شارلوت آیانا، داریل هانا، شیلا کلی، الیاس کوتیاس، ولادیمیر ماشکوف، ساندرا اوه، جنیفر تیلی، رابرت ویزدم، کریستین باور وان استراتن، دبلیو ارل براون و رادنی رولند ایفای نقش کرده‌اند.